# Thecotheus pelletieri
Thecotheus pelletieri är en svampart som först beskrevs av P. Crouan & H. Crouan, och fick sitt nu gällande namn av Jean Louis Emile Boudier 1869. Thecotheus pelletieri ingår i släktet Thecotheus och familjen Ascobolaceae.  Arten är reproducerande i Sverige. Inga underarter finns listade i Catalogue of Life.